# Eschata
Eschata is een geslacht van vlinders van de familie grasmotten (Crambidae), uit de onderfamilie Crambinae.

## Soorten
- E. aida Bleszynski, 1970
- E. conspurcata Moore, 1888
- E. chrysargyria Walker, 1865
- E. gelida Walker, 1856
- E. hainanensis Wang & Sung, 1981
- E. himalaica Bleszynski, 1965
- E. horrida Wang & Sung, 1981
- E. irrorata Hampson, 1919
- E. isabella Bleszynski, 1965
- E. melanocera Hampson, 1896
- E. minuta Wang & Sung, 1981
- E. miranda Bleszynski, 1965
- E. ochreipes Hampson, 1891
- E. percandida Swinhoe, 1890
- E. rembrandti Bleszynski, 1970
- E. rififi Błeszyński, 1965
- E. rococo Bleszynski, 1970
- E. shafferella Bleszynski, 1965
- E. shanghaiensis Wang & Sung, 1981
- E. smithi Bleszynski, 1970
- E. xanthocera Hampson, 1895
- E. xanthorhyncha Hampson, 1895